# 홍련화 (비디오 게임)
홍련화 ~구렌카~는 에로게 메이커인 에스쿠드가 2012년 6월에 제작하고, 발매하는 에로게다. 원화는 이전 GIGA의 원화가였던 네코냥이 맡는다. 시스템으로는 스토리 탐색 시스템을 포함한다.

## 제작진
- 원화가 : 네코냥
- 시나리오 : 키즈키

## 같이 보기
- 에스쿠드